# Рознийчук, Иван Фёдорович
Ива́н Фёдорович Рознийчу́к (укр. Іван Федорович Рознійчук), псевдоним — Марко́ Барабо́ля (30 апреля 1910, Требушаны — 27 ноября 1945, станица Пашковская) — украинский закарпатский учитель и писатель-сатирик.

## Биография
Иван родился в селе Требушаны (ныне Деловое Раховского района на Закарпатье) в семье Фёдора и Анастасии Рознийчуков. Он был старшим из шести детей. Окончив четыре класса народной школы, Иван продолжил обучение в Ясинянской гражданской школе, а затем в Торговой академии в Ужгороде (1924—1926) и Мукачево (1926—1928), после чего стал работать в книжном магазине «Уніо» в Ужгороде. Ещё будучи студентом, он начал писать сатирические стихи и рассказы.
Имя для псевдонима Рознийчук взял от Марка Проклятого — персонажа украинской мифологии, вечного скитальца, а фамилию — от картофеля, популярного продукта закарпатских крестьян.
С 1934 года Рознийчук работал учителем в сельских школах. в Рахове, Богдане и Ясинях. После провозглашения Закарпатской Украины Рознийчука арестовали как неблагонадёжного сечевика и около двух недель удерживали в тюрьме. Его отец вместе с шестью другими крестьянами в результате доноса в марте того же года умер под пытками. Рознийчук продолжил писать статьи в газету «Українське слово» и в журнал «Літературна неділя». В конце 1930-х — начале 1940-х годов, по словам литературоведа Юрия Балеги, он работал над сатирическим романом «Гаврило Мотовило, його життя і клопотації», но рукопись не сохранилась — в 1942 году, спасаясь от венгерских жандармов, Рознийчук закопал её в землю.
В 1943 году Иван был мобилизован в венгерскую армию, воевавшую на стороне нацистской Германии. По словам писателя Ивана Ребрика, Рознийчук был на службе в венгерской армии с 13 июня 1943 года по 13 октября 1944 года. Долгое время предполагали, что он погиб на Восточном фронте. Однако, в 1945 году в письмах свидетелей оказалось, что 13 октября 1944 года Рознийчук был взят в плен советскими войсками и отправлен в лагерь для военнопленных в Новороссийск, где работал переводчиком, так как знал русский, венгерский, чешский, словацкий и немецкий языки. Он также расчищал городские руины.
Рознийчук умер в эвакогоспитале в станице Пашковской под Краснодаром. Причиной смерти была указана «левосторонняя казеозная пневмония». Рознийчук похоронен в братской могиле. Его могила была найдена в 2011 году.
В своих повестях и стихах Рознийчук высмеивал пороки общественной и культурной жизни в Подкарпатской Руси в разных социальных и профессиональных сферах: литературе, журналистике, чиновничестве, политике и науке. Рознийчук высмеивал графоманство, языковые нововведения, лжепатриотизм, засилие чиновников и взяточничество. Он также писал юморески, фельетоны и пародии.
Рознийчук входил в десятку сильнейших шахматистов Ужгорода.

## Оценка творчества
Творчество Марко Бараболи оценивают по-разному.

Залил Марк Бараболя сала за шкуру и местным «автохтонам», которые пытались превратить Закарпатье в своеобразное гетто — «местечковую губернию», со всех сторон обнесённую деревянным забором, и венгеро-фашистским продажным людям — фенцико-бродеевским «русофилам», и чешским ассимиляторам, и российским шовинистам, которые поднимали в крае языковую грызню, способствуя денационализации закарпатоукраинского населения. Любимым средством юмора у него было возведение политики к быту, умышленное смешивание возвышенного и низменного, сталкивание контрастных мыслей и введение в литературный язык диалектных, чешских, словацких, русских и венгерских слов. При чтении такого текста невольно появляется улыбка.
Литературовед Юрий Балега на страницах «Альманаха Украинского народного союза», 2009 год
Оригинальный текст (укр.)Залляв Марко Бараболя сала за шкіру і місцевим «автохтонам», які намагалися перетворити Закарпаття у своєрідне ґетто — «тутешняцьку губернію», з усіх боків обнесену дерев’яним плотом, і мадярсько-фашистським запроданцям — фенцико-бродіївським «русофілам», і чеським асиміляторам, і російським шовіністам, які зчиняли в краї мовну гризню, сприяючи денаціоналізації закарпатоукраїнського населення. Улюбленим засобом гумору в нього було зведення політики до побуту, навмисне змішування піднесеного й низького, зіштовхування контрастних думок та введення в літературну мову діялектних, чеських, словацьких, російських та угорських слів. При читанні такого тексту мимоволі з’являється усмішка

Первое знакомство с этим «разбойником» (так он иногда мне представлялся) произошло ещё в конце двадцатых годов в начальной школе, где мне в руки попадали номера детского журнала «Пчёлка». До сих пор чувствую, как меня то ли удивила, то ли поразила раскованность автора, позволявшего себе в книге так вести разговор с читателями. Это разгильдяйство, которое я по-своему уловил в его произведениях, стало всё более нравиться, вызывать симпатию к себе. Он бульдозеристом проламывался в наше сознание, мы его не могли не замечать.
Филолог Кирил Галас (1921—1995)
Оригинальный текст (укр.)Перше знайомство з цим «розбишакою» (так дещо уявлявся він тоді) сталося ще наприкінці двадцятих років у початковій школі, де мені до рук потрапляли номери дитячого журналу «Пчілка». Дотепер відчуваю, як мене якось не то здивувала, не то вразила розкутість автора, що дозволяв собі у книжці так вести розмову з читачами. Ця бешкетність, яку я по-своєму вловив у його творах, стала дедалі подобатись, викликати потяг до себе. Він бульдозеристом проламувався в нашу свідомість, ми його не могли не помічати.

## Фотогалерея

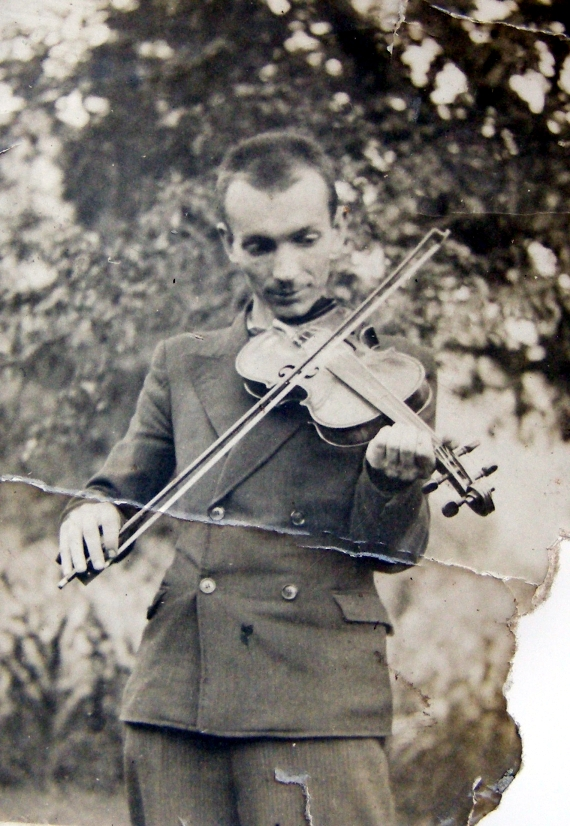
Рознийчук играет на скрипке
Рознийчук преподаёт в школе села Лисичево Иршавского района (~ 1942—1943)